# Rys
Wrocławska Grupa Grafików "RYS" – grupa grafików powstała w 1969 z inicjatywy Zygmunta Waśniewskiego i Janusza Halickiego. Działała we Wrocławiu.
Patronem grupy „RYS” było Państwowe Ognisko Kultury Plastycznej we Wrocławiu i Stowarzyszenie Plastyków Amatorów, natomiast założył ją zespół złożony z absolwentów i wykładowców tegoż Ogniska. Początkowo jej skład tworzyli twórcy nieprofesjonalni. Z biegiem czasu jej skład powiększył się o artystów profesjonalnych. Jej celem było popularyzowanie ekslibrisu. Działalność Grupy polegała na wydawaniu tematycznych i bibliofilskich tek i albumów grafiki oraz organizowaniu wystaw ekslibrisu, jak również na indywidualnym udziale członków Grupy w możliwych i licznych lokalnych, ogólnopolskich, międzynarodowych i zagranicznych ekspozycjach ekslibrisu. Grupa Grafików "RYS" odegrała ogromne znaczenie w artystycznym życiu Wrocławia i Dolnego Śląska.
Obecnie „Rys” (przynajmniej formalnie) nadal działa, gdyż nie został nigdy rozwiązany. Natomiast od bardzo wielu lat grupa nie spotyka się i nie prowadzi żadnej działalności (głównie ze względu na wiek artystów). Z inicjatywy członków „RYSu” powstało wiele wystaw ekslibrisu wrocławskiego, wydano teki ekslibrisowe oraz organizowano spotkania twórcze. W 1979 grupa została objęta patronatem Wrocławskiego Towarzystwa Przyjaciół Sztuk Pięknych.

## Członkowie grupy
- Stefania Bucholc
- Franciszka Dobrowolska
- Jerzy Drużycki
- Henryk Grajek
- Jadwiga Krawczyk-Halicka
- Janusz Halicki
- Zbigniew Jeż
- Józef Józak
- Marian Klincewicz
- Jan Ryszard Kłossowicz
- Lesław Kowalczyk
- Jan Kukuła
- Józef Kus
- Barbara Licha
- Zbigniew Lubicz-Miszewski
- Dariusz Nowak
- Halina Owczarzak
- Henryk Pękala
- Leszek Pliniewicz
- Włodzimierz Podlecki
- Czesław Rodziewicz
- Alina Rogalska-Kaćma
- Jerzy Różański
- Ignacy Ryndzionek
- Henryk Siagło
- Aleksander Sielicki
- Gabriela Skomorowska
- Lucjan Smakosz
- Konstanty Szampowalski
- Adam Szczepańczyk
- Jerzy Środawa
- Andrzej Wacławczyk
- Zygmunt Waśniewski
- Jerzy Waygart
- Bogdan Ząbek
- Andrzej Żarnowiecki

## Teki Grupy Grafików "RYS" (w kolejności powstawania)
- 1 Teka Koła Twórców Ekslibrisu „RYS”, oprac. Zygmunt Waśniewski, Wrocław 1969, ss. 16, nakład 20 egz. num.
- 2 Teka „RYS-u”. Temat Wrocław, oprac. Zygmunt Waśniewski, Jerzy Drużycki, Wrocław 1970, ss. 17, nakład 30 egz. num.
- Kwiaty w ekslibrisie, oprac. Gabriela Skomorowska, Zbigniew Jeż, Wrocław 1970, ss. 17, nakład 30 egz. num.
- Autoportret, oprac. Aleksander Sielicki, Wrocław 1971, ss. 24, nakład 30 egz. num.
- RYS. Album, oprac. Stefania Bucholc, Gabriela Skomorowska, Wrocław 1971, ss. 24, nakład 30 egz. num.
- Ekslibris Ślężański, oprac. Zygmunt Waśniewski, Wrocław 1971, ss. 17, nakład 30 egz. num.
- Grafika RYS, oprac. Leszek Pliniewicz, Wrocław 1971, ss. 20, nakład 30 egz. num.
- Pamięci Mariana Wójciaka. Ekslibris , oprac. Janusz Halicki, Jerzy Drużycki, Wrocław 1972, ss. 31, nakład 50 egz. num.
- Wydano w Roku Książki – 1972. Teka Grupy RYS, oprac. Zygmunt Waśniewski, Wrocław 1972, ss. 16, nakład 20 egz. num.
- Dla Towarzystwa Polsko-Szwedzkiego, oprac. Andrzej Wacławczyk, Wrocław 1972, ss. 20, nakład 20 egz. num.
- XV Lat SPA (Stowarzyszenia Plastyków Amatorów we Wrocławiu), oprac. Ignacy Ryndzionek, Marian Klincewicz, Wrocław 1973, ss. 11, nakład 15 egz. num.
- Rok Kopernika, oprac. Ignacy Ryndzionek, Zygmunt Waśniewski, Wrocław 1973, ss. 14, nakład 15 egz. num.
- XV Lecie Klubu Inteligencji Katolickiej we Wrocławiu AD MCMLXXIII. Teka 10 ekslibrisów wydana w 35 egzemplarzach przez członków grupy RYS we Wrocławiu w roku P. 1973, oprac. Zygmunt Waśniewski, Wrocław 1973, ss. 12, nakład 35 egz. num.
- Ryndzionek Ignacy, Teka ekslibrisów dedykowanych założycielom zasłużonym członkom wydana przez „RYS”, oprac. Ignacy Ryndzionek, Marian Klincewicz, Wrocław 1975, ss. 18, nakład 50 egz. num.
- Pamięci Zygmunta Waśniewskiego. Teka Grupy „RYS”, oprac. Andrzej Wacławczyk, Wrocław 1977, ss. 36, nakład 31 egz. num.

## LITERATURA
- Tomasz Suma, Czterdzieści lat wrocławskiej Grupy Grafików „RYS” (1969–2009), „Czasopismo Zakładu Narodowego im. Ossolińskich” 2010, z. 20/21, s. 97-111.
- Tomasz Suma, RYS. Z dziejów ekslibrisu wrocławskiego, Warszawa 2010.
- www.ekslibrispolski.pl